# تحلیل بنیادی
تحلیل بنیادی یا تحلیل پایه‌ای (به انگلیسی: Fundamental analysis) یکی از روش‌های تحلیل بازار سرمایه و پیش‌بینی قیمت‌ها است. در اصل پیش‌بینی قیمت به دو روش تحلیل تکنیکال و تحلیل بنیادی امکان‌پذیر است.
تحلیل تکنیکال سعی در پیش‌بینی قیمت سهم در آینده با توجه به قیمت‌های آن در گذشته دارد. این نوع از تحلیل بیشتر کاربرد کوتاه مدت داشته و برای افرادی توصیه می‌گردد که زمان‌های بیشتری را در بازار سرمایه هستند.
اما تحلیل بنیادی یک شرکت شامل تحلیل گزارش‌های مالی و سلامت مالی شرکت، مدیریت و امتیازات رقابتی، رقبا و بازارهای مربوطه است. هنگامی که این تحلیل در بازارهای فیوچر و فارکس به کار می‌رود، تمرکز اصلی بر شرایط اقتصادی، نرخ بهره، تولید، سودآوری و مدیریت است. وقتی سهام، قراردادهای آتی یا ارز مورد تحلیل بنیادین قرار می‌گیرد دو رویکرد اساسی وجود دارد: تحلیل پایین به بالا و تحلیل بالا به پایین. این عبارات جهت تمیز دادن چنین تحلیلهایی از سایر تحلیل‌های سرمایه‌گذاری نظیر تحلیل‌های کمی و تکنیکی است. تحلیل بنیادین بر اساس اطلاعات و داده‌های گذشته و فعلی با هدف پیش‌بینی مالی انجام می‌پذیرد.

## اهداف تحلیل بنیادی
اهداف متعددی برای این تحلیل وجود دارد.
1. تعیین ارزش سهام شرکت و پیش‌بینی تغییرات آتی قیمت (توضیح: در ادبیات مالی بین ارزش و قیمت تفاوت وجود دارد)
2. برآورد عملکرد تجاری
3. ارزیابی مدیریت و اتخاذ تصمیمات داخلی جهت محاسبه ریسک اعتباری

در تحلیل بنیادین اساس پیش‌بینی بر مبنای وقایع و رخدادهای واقعی پایه‌گذاری شده است. معامله گر با تحلیل اتفاقات و اخبار دنیای واقعی و بر اساس دانش و استراتژی خود، به پیش‌بینی بازار می‌پردازد. استراتژی روش محاسبه نقاط ورود به بازار و خروج از آن است. پایه نظر تحلیل گران بنیادی این است که تمام تغییرات در قیمتها حتماً یک علت اقتصادی بنیادی دارد. این نوع از تحلیل نسبت به تحلیل تکنیکال بسیار زمانگیرتر است و معمولاً همراه با جمع‌آوری اطلاعات از منابع مختلف ممکن می‌گردد.

## مفهوم تحلیل بنیادی
تمام تجزیه و تحلیل سهام سعی می‌کنند تعیین کنند که آیا یک اوراق در بازار به درستی ارزیابی شده است. تجزیه و تحلیل بنیادی معمولاً از منظر کلان تا خرد به منظور شناسایی اوراق بهاداری که قیمت آنها به درستی توسط بازار انجام نشده است، انجام می‌شود.
تحلیلگران به‌طور معمول، به ترتیب، وضعیت کلی اقتصاد و سپس قدرت صنعت خاص. را قبل از تمرکز بر عملکرد فردی شرکت، برای رسیدن به یک ارزش عادلانه بازار برای سهام مطالعه می‌کنند.
تحلیل بنیادی از داده‌های عمومی برای ارزیابی ارزش سهام یا هر نوع دیگر از اوراق بهادار استفاده می‌کند. به عنوان مثال، یک سرمایه‌گذار می‌تواند با بررسی عوامل اقتصادی مانند نرخ بهره و وضعیت کلی اقتصاد، تجزیه و تحلیل اساسی در مورد ارزش یک اوراق قرضه انجام دهد.
رویکردی دیگر در بیان تحلیل بنیادین که میان معامله گران بازارهایی مثل فارکس و سهام و مشتقات رایج هست این هست که تحلیل بنیادین یکی از ابزارهایی محتمل برای پیش‌بینی حرکت قیمت می‌باشد و این پیش‌بینی بر اساس شاخص‌های مختلف اقتصادی صورت می‌گیرد مثلاً وقتی CPI اعلام شد و نسبت به نرخ پیش‌بینی شده کمتر یک نگاه به تریدر یا معامله گر می‌دهد که احتمال شکل‌گیری تورم و از طرفی دیگر بیانیه‌های فدرال رزرو برای کنترل بهره به چشم می‌خورد و معامله گر می‌تواند مثلاً در بازار فارکس معاملات خرید خود را با توجه به این خبرها داشته باشد.